# Pro Patria et Libertate Sezione Calcio 1960-1961
Questa pagina raccoglie le informazioni riguardanti la Pro Patria et Libertate Sezione Calcio nelle competizioni ufficiali della stagione 1960-1961.

## Stagione
Nella stagione 1960-1961 la Pro Patria disputa il campionato di Serie B, un torneo a venti squadre che prevede tre promozioni e tre retrocessioni, la squadra bustocca con 39 punti si piazza in settima posizione, salgono in Serie A il Venezia, l'Ozo Mantova ed il Palermo, retrocedono in Serie C la Triestina, il Foggia ed il Marzotto Valdagno.
Il presidente Enrico Candiani conferma l'allenatore Pietro Magni e lo accontenta con pochi ma significativi innesti nella rosa già assai valida. Entrano tra le file biancoblù i mediani Adelio Crespi e Franco Rondanini, il portiere Luigi Dellavedova e l'attaccante Enrico Muzzio. Realizzano 14 reti Giampiero Calloni e Abbondanzio Pagani, mentre Vittorino Calloni seguita a macinare gioco a centrocampo, la "vecchia Pro" chiude il campionato cadetto con un onorevole settimo posto.

## Rosa
| N. |                   | Ruolo | Calciatore        |
| -- | ----------------- | ----- | ----------------- |
|    | Italia (bandiera) | D     | Giancarlo Amadeo  |
|    | Italia (bandiera) | A     | Aldo Bernasconi   |
|    | Italia (bandiera) | C     | Natale Borsani    |
|    | Italia (bandiera) | A     | Giampiero Calloni |
|    | Italia (bandiera) | C     | Vittorino Calloni |
|    | Italia (bandiera) | D     | Danilo Colombo    |
|    | Italia (bandiera) | D     | Mario Colombo     |
|    | Italia (bandiera) | C     | Adelio Crespi     |
|    | Italia (bandiera) | P     | Luigi Dellavedova |
|    | Italia (bandiera) | A     | Mauro Maltinti    |

| N. |                   | Ruolo | Calciatore           |
| -- | ----------------- | ----- | -------------------- |
|    | Italia (bandiera) | A     | Angelo Meraviglia    |
|    | Italia (bandiera) | A     | Enrico Muzzio        |
|    | Italia (bandiera) | A     | Abbondanzio Pagani   |
|    | Italia (bandiera) | P     | Umberto Provasi      |
|    | Italia (bandiera) | C     | Angelo Rimoldi       |
|    | Italia (bandiera) | C     | Franco Rondanini     |
|    | Italia (bandiera) | D     | Paolo Signorelli     |
|    | Italia (bandiera) | D     | Giuseppe Taglioretti |
|    | Italia (bandiera) | D     | Eraldo Tizzoni       |
|    | Italia (bandiera) | C     | Guido Zagano         |

## Risultati

### Serie B

#### Girone di andata
| Arbitro: | De Robbio (Torre Annunziata) |

|                                       |           |  |
| G. Calloni 14’, 59’ Larini 52’ (aut.) | Marcatori |  |

| Arbitro: | Cataldo (Reggio Calabria) |

|                        |           |  |
| Bettini 14’ Vanara 88’ | Marcatori |  |

| Arbitro: | Cariani (Roma) |

|                |           |  |
| Ghersetich 14’ | Marcatori |  |

| Arbitro: | Leita (Udine) |

|            |           |             |
| Pagani 60’ | Marcatori | 65’ Giurini |

| Arbitro: | D'Agostini (Roma) |

|  |           |            |
|  | Marcatori | 83’ Pagani |

| Arbitro: | Parisi (Messina) |

|                |           |            |
| Meraviglia 32’ | Marcatori | 88’ Sardei |

| Arbitro: | Samani (Trieste) |

|             |           |  |
| Recagni 17’ | Marcatori |  |

| Arbitro: | Ascari (Carpi) |

|                           |           |            |
| Borsani 6’ G. Calloni 43’ | Marcatori | 16’ Grossi |

| Arbitro: | De Marchi (Pordenone) |

|                  |           |            |
| Teneggi 40’, 87’ | Marcatori | 63’ Pagani |

| Arbitro: | Di Tonno (Lecce) |

|                           |           |                        |
| Pagani 27’ G. Calloni 34’ | Marcatori | 73’ (aut.) Taglioretti |

| Arbitro: | Parisi (Messina) |

|               |           |            |
| Redegalli 33’ | Marcatori | 21’ Muzzio |

| Arbitro: | Cataldo (Reggio Calabria) |

|                           |           |                     |
| Muzzio 61’ G. Calloni 80’ | Marcatori | 78’ (rig.) Fiorindi |

| Arbitro: | Sebastio (Taranto) |

|                                   |           |                |
| Alicata 16’ Fantini 81’ Mosca 91’ | Marcatori | 35’ G. Calloni |

| Arbitro: | De Robbio (Torre Annunziata) |

|                      |           |                |
| Fraschini 61’ (rig.) | Marcatori | 21’ G. Calloni |

| Arbitro: | Angonese (Mestre) |

|  |           |                |
|  | Marcatori | 27’ Mattavelli |

| Arbitro: | Politano (Cuneo) |

|          |           |  |
| Bean 64’ | Marcatori |  |

| Busto Arsizio 15 gennaio 1961 17ª giornata | Pro Patria       | 0 – 0 | Novara | Stadio Comunale\| Arbitro: \| Cirone (Palermo) \| |
| Arbitro:                                   | Cirone (Palermo) |       |        |                                                   |

| Arbitro: | Rancher (Roma) |

|                                        |           |               |
| Pagani 43’ Maltinti 69’ G. Calloni 88’ | Marcatori | 83’ Basiliani |

| Prato 29 gennaio 1961 19ª giornata | Prato          | 0 – 0 | Pro Patria | Stadio Lungobisenzio\| Arbitro: \| Ascari (Carpi) \| |
| Arbitro:                           | Ascari (Carpi) |       |            |                                                      |

#### Girone di ritorno
| Arbitro: | Parisi (Messina) |

|               |           |            |
| Cazzaniga 39’ | Marcatori | 50’ Pagani |

| Arbitro: | Ascari (Carpi) |

|                                               |           |                 |
| Crespi 10’ (rig.) Maltinti 59’ Bernasconi 63’ | Marcatori | 44’ Migliavacca |

| Arbitro: | Righetti (Torino) |

|            |           |                       |
| Pagani 37’ | Marcatori | 68’ (rig.) Ghersetich |

| Parma 26 febbraio 1961 23ª giornata | Parma             | 0 – 0 | Pro Patria | Stadio Ennio Tardini\| Arbitro: \| D'Agostini (Roma) \| |
| Arbitro:                            | D'Agostini (Roma) |       |            |                                                         |

| Arbitro: | Carminati (Milano) |

|                          |           |              |
| Rondanini 29’ Pagani 85’ | Marcatori | 7’ Rizzolini |

| Arbitro: | De Robbio (Torre Annunziata) |

|                                                    |           |                           |
| Mezzalira 11’ Greatti 15’ Gariboldi 63’ Sardei 88’ | Marcatori | 61’ Pagani 78’ Bernasconi |

| Arbitro: | Babini (Ravenna) |

|                |           |                   |
| V. Calloni 60’ | Marcatori | 58’ (rig.) Longhi |

| Arbitro: | Politano (Cuneo) |

|            |           |  |
| Santon 56’ | Marcatori |  |

| Arbitro: | Annoscia (Bari) |

|                           |           |  |
| Meraviglia 13’ Crespi 69’ | Marcatori |  |

| Arbitro: | Gazzano (Genova) |

|  |           |                           |
|  | Marcatori | 64’ Pagani 82’ Bernasconi |

| Arbitro: | Ascari (Carpi) |

|                               |           |  |
| Pagani 12’, 74’ Rondanini 71’ | Marcatori |  |

| Arbitro: | Sbardella (Roma) |

|                           |           |                |
| Patino 48’ Bortolotti 63’ | Marcatori | 57’ Bernasconi |

| Busto Arsizio 30 aprile 1961 32ª giornata | Pro Patria      | 0 – 0 | Palermo | Stadio Comunale\| Arbitro: \| Annoscia (Bari) \| |
| Arbitro:                                  | Annoscia (Bari) |       |         |                                                  |

| Arbitro: | Rancher (Roma) |

|                |           |  |
| G. Calloni 65’ | Marcatori |  |

| Arbitro: | Ferrari (Milano) |

|                                          |           |                                    |
| Latini 10’ Maestri 41’ Melonari 78’, 89’ | Marcatori | 18’ Bernasconi 69’, 85’ G. Calloni |

| Arbitro: | Samani (Firenze) |

|                           |           |  |
| G. Calloni 29’ Pagani 65’ | Marcatori |  |

| Arbitro: | D'Agostini (Roma) |

|             |           |  |
| Mentani 71’ | Marcatori |  |

| Arbitro: | Sbardella (Roma) |

|                                      |           |                           |
| Cosma 48’ Fontanesi 52’ Zavaglio 75’ | Marcatori | 20’ Pagani 60’ G. Calloni |

| Arbitro: | Cariani (Roma) |

|                |           |  |
| G. Calloni 83’ | Marcatori |  |

### Coppa Italia
| Arbitro: | Gazzano (Genova) |

|  |                      |  |
|  | Tiri di rigore 5 – 2 |  |

## Statistiche

### Statistiche di squadra
| Competizione | Punti | In casa | In casa | In casa | In casa | In casa | In casa | In trasferta | In trasferta | In trasferta | In trasferta | In trasferta | In trasferta | Totale | Totale | Totale | Totale | Totale | Totale | DR |
| Competizione | Punti | G       | V       | N       | P       | Gf      | Gs      | G            | V            | N            | P            | Gf           | Gs           | G      | V      | N      | P      | Gf     | Gs     | DR |
| ------------ | ----- | ------- | ------- | ------- | ------- | ------- | ------- | ------------ | ------------ | ------------ | ------------ | ------------ | ------------ | ------ | ------ | ------ | ------ | ------ | ------ | -- |
| Serie B      | 39    | 19      | 12      | 6       | 1       | 30      | 11      | 19           | 2            | 5            | 12           | 16           | 28           | 38     | 14     | 11     | 13     | 46     | 39     | +7 |
| Coppa Italia |       | -       | -       | -       | -       | -       | -       | 1            | 0            | 1            | 0            | 0            | 0            | 1      | 0      | 1      | 0      | 0      | 0      | 0  |
| Totale       |       | 19      | 12      | 6       | 1       | 30      | 11      | 20           | 2            | 6            | 12           | 16           | 28           | 39     | 14     | 12     | 13     | 46     | 39     | 0  |

### Statistiche dei giocatori
| Giocatore      | Serie B  | Serie B | Coppa Italia | Coppa Italia | Totale   | Totale |
| Giocatore      | Presenze | Reti    | Presenze     | Reti         | Presenze | Reti   |
| -------------- | -------- | ------- | ------------ | ------------ | -------- | ------ |
| G. Amadeo      | 35       | 0       | 1            | 0            | 36       | 0      |
| A. Bernasconi  | 21       | 5       | -            | -            | 21       | 5      |
| N. Borsani     | 17       | 1       | -            | -            | 17       | 1      |
| G. Calloni     | 35       | 14      | -            | -            | 35       | 14     |
| V. Calloni     | 34       | 1       | 1            | 0            | 35       | 1      |
| D. Colombo     | 3        | 0       | -            | -            | 3        | 0      |
| M. Colombo     | 5        | 0       | 1            | 0            | 6        | 0      |
| A. Crespi      | 27       | 2       | 1            | 0            | 28       | 2      |
| L. Dellavedova | 11       | -11     | -            | -            | 11       | -11    |
| M. Maltinti    | 28       | 2       | 1            | 0            | 29       | 2      |
| B. Mazzola     | -        | -       | 1            | 0            | 1        | 0      |
| A. Meraviglia  | 15       | 2       | 1            | 0            | 16       | 2      |
| E. Muzzio      | 13       | 2       | -            | -            | 13       | 2      |
| A. Pagani      | 34       | 14      | 1            | 0            | 35       | 14     |
| U. Provasi     | 27       | -28     | 1            | 0            | 28       | -28    |
| A. Rimoldi     | 20       | 0       | 1            | 0            | 21       | 0      |
| F. Rondanini   | 29       | 2       | -            | -            | 29       | 2      |
| G. Taglioretti | 37       | 0       | 1            | 0            | 38       | 0      |
| E. Tizzoni     | 1        | 0       | -            | -            | 1        | 0      |
| G. Zagano      | 26       | 0       | 1            | 0            | 27       | 0      |